# Primer Ejército Nacional Ruso
El Primer Ejército Nacional Ruso fue una fuerza militar pro-Eje rusa durante la Segunda Guerra Mundial, comandada por Boris Smyslovsky, un aristócrata ruso-finlandés y ex oficial del ejército zarista.

## Historia

### Orígenes
Antes de 1945, el Ejército era conocido como la División Especial de Rusia (en alemán: Sonderdivision Russland), una unidad formada por emigrantes blancos que entrenaban a prisioneros de guerra y desertores del Ejército Rojo para recabar información sobre los movimientos partisanos, incluyendo los nombres de sus principales líderes y sus ubicaciones. El grupo participó en operaciones antipartisanas en la Europa del Este ocupada.
Las fuerzas de Smyslovsky, que inicialmente formaban parte de la Wehrmacht alemana, fueron elevadas a la categoría de Primer Ejército Nacional Ruso el 10 de marzo de 1945. El 4 de abril de 1945, el ejército recibió el estatus de ejército aliado independiente. Liechtenstein fue el único estado que rechazó las solicitudes soviéticas de extradición de los rusos que habían luchado del lado de las potencias del Eje.

### Retiro y repatriación
En abril de 1945, Smyslovsky trasladó a los combatientes restantes a Feldkirch, donde se reunió con el Gran Duque Vladimiro Kirílovich, el pretendiente Romanov a la Corona Imperial Rusa. El ejército reducido, compuesto por 462 hombres, 30 mujeres y 2 niños, se trasladó a Liechtenstein, un estado neutral, el 2 de mayo de 1945.Sin embargo, el Gran Duque decidió quedarse en la zona ocupada por los EE. UU. en Austria, ya que ni Liechtenstein ni Suiza le expedirían una visa.Los rusos fueron atendidos por la Cruz Roja de Liechtenstein. El 16 de agosto de 1945, una delegación soviética llegó a Liechtenstein con el objetivo de repatriar a los rusos.
Nostálgicos y sometidos a amenazas y promesas, alrededor de 200 miembros del grupo aceptaron regresar. Partieron en tren hacia Viena y nunca más se supo de ellos.El resto permaneció en Liechtenstein durante otro año, resistiendo, con el apoyo del gobierno local, las presiones del gobierno soviético para participar en el programa de repatriación. Finalmente, el gobierno de Argentina les ofreció asilo, y un centenar de personas partieron hacia ese país.
Según Alexander Frick, primer ministro de Liechtenstein entre 1945 y 1962, los rusos no estuvieron en riesgo de ser extraditados y la población local apoyó completamente al gobierno en su decisión de conceder asilo a los emigrados.La pequeña población del país (12.141 en 1945) respaldó a los rusos, que representaban el 4% de la población, con 30.000 francos suizos al mes durante dos años y cubrió sus gastos de traslado a Argentina. La población local no sabía que esos gastos serían posteriormente reembolsados por Alemania. A diferencia de otros países, que cumplieron con las solicitudes soviéticas de repatriar a los ciudadanos soviéticos sin tener en cuenta sus deseos, Liechtenstein fue el único país que rechazó esta demanda, informando al gobierno soviético que solo aquellos rusos que quisieran regresar serían enviados de vuelta.
En Liechtenstein se erigió un monumento en memoria de estos rusos que encontraron asilo en el país después de la Segunda Guerra Mundial.